# Divonne-les-Bains
Divonne-les-Bains é uma comuna francesa, do chamado País de Gex, na região administrativa de Auvérnia-Ródano-Alpes, no departamento de Ain.

## Toponímia
Divonne provém de Divona nome gaulês para nascente

## Termas
Frequentada pelas suas águas termais a partir de 1830, a comuna dota-se de uma estação termal em 1849. É em 1892 que Divonne se torna Divonne-les-Bains.
Junto às termas encontra-se o Castelo de Divonne, um terreno de golfe de 18 buracos - o primeiro da região genebrina - e um dos primeiros casinos de França construído em 1954. Ao lado do lago artificial, o lago de Divonne, que foi escavado para fornecer terra para a construção da auto-estrada A1 da  Suíça fica o hipódromo.

## Domaine de Divonne
O Domaine de Divonne é um conjunto de instalações formado pelo Hotel (****), o Golfe, um 18 buracos considerado como  um dos cinco mais belos percursos do golfe francês, e o Casino de Divonne.

## Demografia
Em 2006 Divonne-les-Bains apresentava uma população de 7400 habitantes, distribuídos por 4571 lares.
| 1793  | 1800  | 1806  | 1821  | 1831  | 1836  | 1841  | 1846  | 1851  |
| ----- | ----- | ----- | ----- | ----- | ----- | ----- | ----- | ----- |
| 1 185 | 1 275 | 1 345 | 1 301 | 1 335 | 1 417 | 1 500 | 1 385 | 1 653 |

| 1856  | 1861  | 1866  | 1872  | 1876  | 1881  | 1886  | 1891  | 1896  |
| ----- | ----- | ----- | ----- | ----- | ----- | ----- | ----- | ----- |
| 1 417 | 1 356 | 1 410 | 1 472 | 1 427 | 1 463 | 1 625 | 1 560 | 1 624 |

| 1901  | 1906  | 1911  | 1921  | 1926  | 1931  | 1936  | 1946  | 1954  |
| ----- | ----- | ----- | ----- | ----- | ----- | ----- | ----- | ----- |
| 1 665 | 1 625 | 1 710 | 1 610 | 1 721 | 1 894 | 1 830 | 1 721 | 1 644 |

| 1962 | 1968  | 1975  | 1982  | 1990  | 1999  | 2006  | 2007  | - |
| --- | ----- | ----- | ----- | ----- | ----- | ----- | ----- | - |
| 2 516 | 3 276 | 4 238 | 4 783 | 5 580 | 6 171 | 7 400 | 7 572 | - |
| Para os censos de 1962 a 2006 a população legal corresponde à popolução sem duplicidades, segundo define o INSEE. |       |       |       |       |       |       |       |   |